# Wolfgang Weng

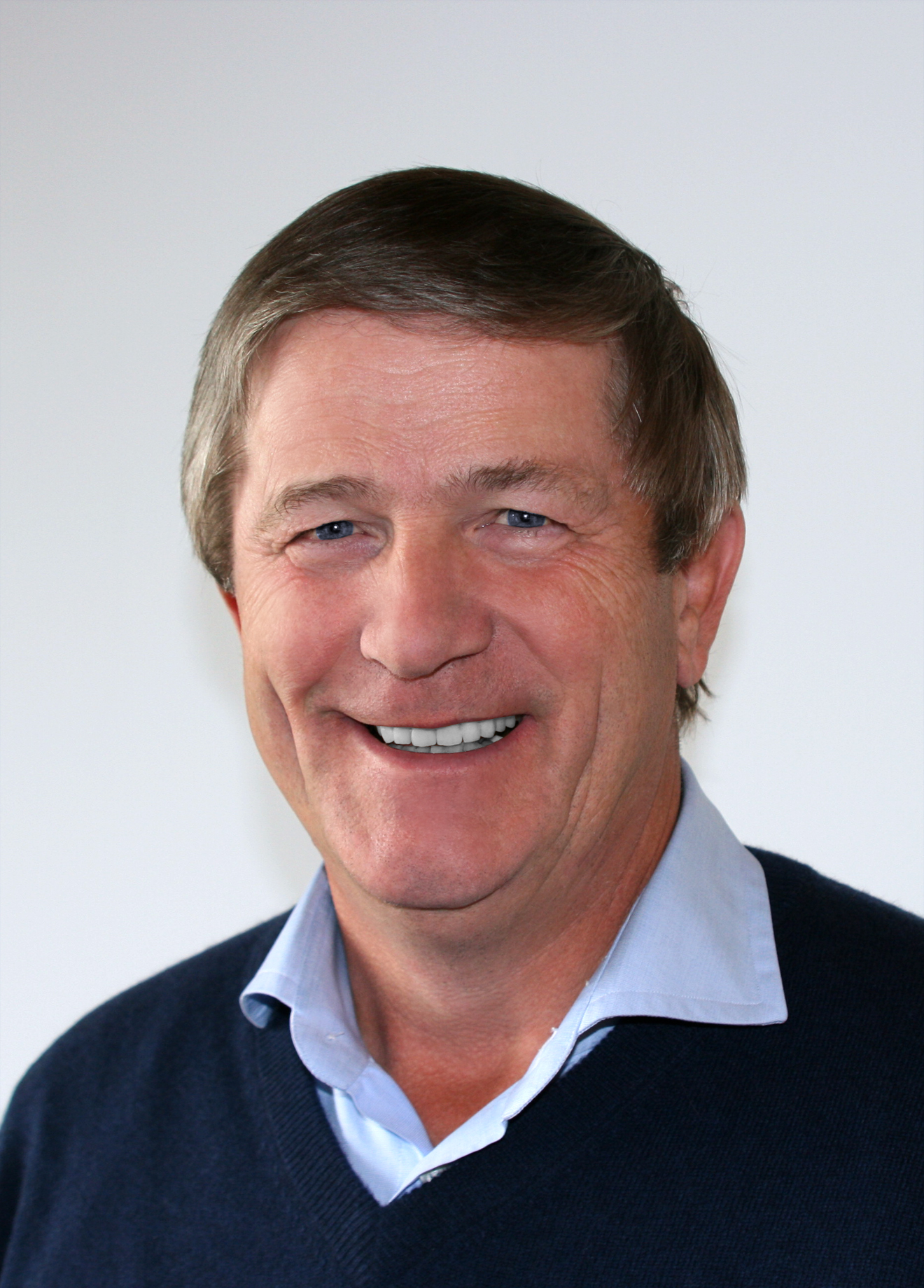
Wolfgang Weng

Wolfgang Weng (* 21. Dezember 1942 in Stuttgart) ist Politiker (FDP) und ehemaliges Mitglied im Landtag von Baden-Württemberg sowie im Deutschen Bundestag. Er war 1987–1998 stellvertretender Vorsitzender und 1985–1998 haushaltspolitischer Sprecher der FDP-Bundestagsfraktion.

## Leben
Weng wuchs in Adelsheim im Neckar-Odenwald-Kreis auf. Er besuchte das Gymnasium in Mosbach und legte dort 1961 das Abitur ab. An der Christian-Albrechts-Universität zu Kiel und der Eberhard Karls Universität Tübingen studierte er Pharmazie. 1963 wurde er im Corps Borussia Tübingen recipiert. In Tübingen wurde er 1971 zum Dr. rer. nat. promoviert. Er war selbständiger Apotheker in Gerlingen und Stuttgart. Bei der Bundeswehr war er Oberstapotheker der Reserve.
Von 1975 bis 1983 war Weng Mitglied im Gemeinderat der Stadt Gerlingen bei Stuttgart, seit 1980 Vorsitzender der FDP-Fraktion. Bei der Landtagswahl 1980 zog er über ein Zweitmandat im Wahlkreis Bietigheim-Bissingen in den Landtag von Baden-Württemberg ein, dem er bis zu seiner Wahl in den Bundestag 1983 angehörte. Für ihn rückte Doris Natusch in den Landtag nach. Bei der Bundestagswahl 1983 wurde er über die baden-württembergische Landesliste der FDP in den Deutschen Bundestag gewählt, dem er bis 1998 angehörte. Von 1987 bis 1998 war er stellvertretender Vorsitzender der FDP-Bundestagsfraktion, von 1985 bis 1998 deren haushaltspolitischer Sprecher. Von 1990 bis 1994 war er Vorsitzender der Deutsch-Argentinischen Parlamentariergruppe. Von 2004 bis 2009 war er Kreistagsmitglied im Landkreis Ludwigsburg. Von 2004 bis 2014 war er Mitglied der Regionalversammlung des Verbandes Region Stuttgart.
Von 1979 bis 1991 war Weng Vorsitzender des FDP-Kreisverbandes Ludwigsburg, seit 1999 ist er Ehrenvorsitzender. Von 2001 bis 2007 war er Vorsitzender des FDP-Bezirksverbandes Region Stuttgart, seitdem ist er deren Ehrenvorsitzender. Von 1981 bis 1999 und erneut von 2002 bis 2008 gehörte Weng dem Landesvorstand der baden-württembergischen FDP an, von 1990 bis 1999 als Landesschatzmeister. Von 1990 bis 1998 war Weng als Vertreter der Bundestagsfraktion Mitglied von Präsidium und Vorstand des Bundesverbands der Freien Demokratischen Partei Deutschlands, von 1991 bis 1998 war er Bundesvorsitzender, von 2010 bis 2013 war er Landesvorsitzender der LiMiD e. V. (Vereinigung Liberaler Männer in Deutschland). Von 2012 bis 2014 war Weng Vizepräsident der Vereinigung ehemaliger Abgeordneter des Deutschen Bundestages und des Europäischen Parlaments e. V.
Weng ist mit der Apothekerin Claudia geb. Bürk verheiratet und hat zwei Söhne.

## Ehrungen
Weng ist Träger des Bundesverdienstkreuzes: Am Bande 1987 und 1. Klasse 1991, verliehen von Bundespräsident Richard von Weizsäcker, Großes Verdienstkreuz 1998, verliehen von Bundespräsident Roman Herzog. 2008 wurde er von seiner Heimatstadt Gerlingen mit der Goldenen Verdienstmedaille geehrt, 2009 verlieh ihm Ministerpräsident Günther Oettinger den Verdienstorden des Landes Baden-Württemberg. 

## Veröffentlichungen
- Christa Gießler: Zu Risiken und Nebenwirkungen der Politik. Biographie des Apothekers Dr. Wolfgang Weng. Fischer-Lautner, Ditzingen 2012, ISBN 978-3-98141066-2.